# Per Engström (1873–1931)
Per Engström, född 23 juni 1873 i Edsbyn i Ovanåkers församling i Gävleborgs län, död där 28 oktober 1931, var en svensk konstnär.
Han var son till torparen Johan Persson och Marta Johansdotter samt från 1898 gift med Amelie Prestberg och far till Ragnar Engström.
Engström var som konstnär autodidakt. Separat ställde han ut i bland annat Gävle, Örebro och Hudiksvall, han medverkade i ett flertal samlingsutställningar bland annat med Sveriges allmänna konstförening. Hans konst består av landskap och träsnitt.